# E-nummer
E-nummer är ett specifikt ID-nummer som används för beteckning av livsmedelstillsatser som godkänts för användning i Europa. En utvidgning av systemet med E-nummer har utarbetats av FN-organen FAO och WHO för att ge beteckningar åt samtliga ämnen som används som livsmedelstillsatser, oberoende av huruvida dessa är godkända i Europa eller inte. Ett liknande system finns i till exempel Australien och Nya Zeeland, där man har en standard som inte helt överensstämmer med den europeiska. Se vidare Codex Alimentarius.

## Beskrivning
Tillsatserna kan vara av typerna konserveringsmedel, klumpförebyggande medel,  livsmedelsfärgämnen, antioxidationsmedel, sötningsmedel, ytbehandlingsmedel, smakförstärkare, surhetsreglerande medel, emulgeringsmedel, förpackningsgaser med mera.
Tillsatser som ursprungligen var tillåtna i Sverige, men ej i övriga Europa, hade prefixet ES.
- ES11, patentgrönt, förbjudet 1996-07-01 [2]
- ES12, järnglukonat blev senare EU-godkänt med nummer E579
- ES13, järnlaktat blev senare EU-godkänt med nummer E585
- ES21, nisin blev senare godkänt med nummer E234
- ES22, borsyra blev senare EU-godkänt med nummer E284

## Ifrågasatta tillsatsämnen
Efter larm om fara med fosfor i maten har EFSA tillsatt en utredning om eventuell farlighet av fosforhaltiga E-nummerämnen.
Fosfor är i och för sig nödvändigt i kroppen, bl a för benstommen. Det överskott, som kroppen inte behöver utsöndras genom njurarna och avgår genom urinen. Oron rör fosforbetingad risk för njurskador, varvid för andra organ skadlig mängd fosfor skulle kunna stanna i kroppen. 
Följande tillsatsämnen är föremål för undersökning:
| E‑nummer | Ämne                                     | Användning                                                           |
| -------- | ---------------------------------------- | -------------------------------------------------------------------- |
| E338     | Fosforsyra                               | Antioxidations- och konserveringsmedel; även smakämne i läskedrycker |
| E339     | Natriumfosfater                          | Antioxidationsmedel                                                  |
| E340     | Kaliumfosfater                           | Antioxidationsmedel                                                  |
| E341     | Kalciumfosfater                          | Antioxidationsmedel, klumpförebyggande medel                         |
| E343     | Magnesiumfosfater                        | Antioxidationsmedel                                                  |
| E442     | Ammoniumfosfater                         | Emulgeringsmedel, stabiliseringsmedel                                |
| E450     | Natrium-, kalium- och kalciumdifosfater  | Stabiliseringsmedel                                                  |
| E451     | Natrium- och kaliumtrifosfater           | Stabiliseringsmedel                                                  |
| E452     | Natrium- kalium- och kalciumpolyfosfater | Stabiliseringsmedel                                                  |